# 姚舜牧
姚舜牧（1543年12月20日—1627年10月13日），字虞佐，號承庵，浙江乌程（今湖州市吴兴区）人，明朝政治人物，舉人出身。

## 生平
万历元年（1573年）中癸酉科举人，授廣東新兴縣知縣。万历三十一年（1603年）調任江西廣昌縣知縣，以理学为原则治理广昌，爱民如子，多有义举。。

## 家庭
有子姚祚端，万历三十五年（1607年）进士。

## 著述
承庵是明代理學家，一生著述丰富，根據《明史．藝文志》所載，計有：《易經疑問》、《書經疑問》、《詩經疑問》、《禮記疑問》、《春秋疑問》和《四書疑問》各十二卷，歸於經類；《性理指歸》二十八卷，歸於子類；《姚舜牧文集》十六卷，歸於集類。他對諸經皆著有「疑問」，在《四庫全書》中雖然將這些作品予以著錄，但是評價不高，除了《詩經疑問》被評為「時亦自出新論…其說頗爲有見」之外，多被批判為「穿鑿杜撰」、「違背經義」。
姚舜牧對家人、子弟的教化甚嚴，所著《藥言》以勸人修身、教子重學、啟迪做人、敦親睦倫為主旨，是篇專談家庭道德教化的著作」。另外，其所訂定的《姚氏家训》深受當時士大夫欢迎，譽其「真切过于《颜氏家训》」。由於在內容上，《姚氏家訓》超越了一般家訓僅作為训诫子孙规条的作用，而是從更高角度，對其後人施與能治國治民的全人教育，也因此造就了吳興姚氏在明代中葉以後，成為望族之家，歷清而不衰。